# Saint-Pierre-de-Nogaret
Saint-Pierre-de-Nogaret es una comuna francesa situada en el departamento de Lozère, en la región Occitania.

## Demografía
| 263 | 247 | 211 | 186 | 188 | 158 | 178 |
| Para los censos de 1962 a 1999 la población legal corresponde a la población sin duplicidades (Fuente: INSEE [Consultar]) |     |     |     |     |     |     |